# Cantone di Pierrefitte-sur-Aire
Il Cantone di Pierrefitte-sur-Aire era una divisione amministrativa dell'arrondissement di Commercy.
È stato soppresso a seguito della riforma complessiva dei cantoni del 2014, che è entrata in vigore con le elezioni dipartimentali del 2015.
Comprendeva i comuni di:
- Bannoncourt
- Baudrémont
- Belrain
- Bouquemont
- Courcelles-en-Barrois
- Courouvre
- Dompcevrin
- Fresnes-au-Mont
- Gimécourt
- Kœur-la-Grande
- Kœur-la-Petite
- Lahaymeix
- Lavallée
- Levoncourt
- Lignières-sur-Aire
- Longchamps-sur-Aire
- Ménil-aux-Bois
- Neuville-en-Verdunois
- Nicey-sur-Aire
- Pierrefitte-sur-Aire
- Rupt-devant-Saint-Mihiel
- Sampigny
- Thillombois
- Ville-devant-Belrain
- Villotte-sur-Aire
- Woimbey